# 贝内迪托莱特
贝内迪托莱特是巴西马拉尼昂州的一个市镇。总面积1781.662平方公里，总人口5367人，人口密度3人/平方公里。